# رابرت سربر
رابرت سربر (انگلیسی: Robert Serber؛ زاده ۱۴ مارس ۱۹۰۹ درگذشته ۱ ژوئن ۱۹۹۷ (۸۸ سال)) یک دانشمند اهل ایالات متحده آمریکا بود. نامگذاری پسر کوچک و مرد چاق به وی نسبت داده می‌شود.